# Óblast de Nizhni Nóvgorod
La óblast de Nizhni Nóvgorod (en ruso: Нижегоро́дская о́бласть, Nizhegoródskaya óblast) es uno de los cuarenta y siete óblast que, junto con las veintidós repúblicas, nueve krais, cuatro distritos autónomos y tres ciudades federales, conforman los ochenta y cinco sujetos federales de Rusia. Su capital es la homónima Nizhni Nóvgorod (1,3 millones de habitantes en 2016), cuarta ciudad más poblada del país por detrás de Moscú, San Petersburgo y Novosibirsk, y que es a su vez la capital del distrito Volga, en el que está ubicado. Limita al norte con Vladímir, Ivánovo y Kostromá, al este con Kírov, al sureste con Mari-El y Chuvasia, al sur con Mordovia y al oeste con Riazán. Entre 1932 y 1991, se llamaba óblast de Gorki, en honor a Máksim Gorki.
Tiene un área de 76 900 km², y una población de 3 524 028 personas (según el censo ruso de 2002). Su centro administrativo es la ciudad de Nizhni Nóvgorod. Sin contar su capital ni su área metropolitana, su segunda ciudad más grande es Dzerzhinsk.

## Geografía
La óblast cubre un área de 76.900 km², aproximadamente la misma que el conjunto de los países del Benelux. Las tierras dedicadas a la agricultura ocupan el 41% de esta área; los bosques, el 48%; los lagos y ríos, el 2%; y otras tierras, el 9%. Las fronteras del óblast se dan con la óblast de Kostromá (N), la óblast de Kírov (NE), la república de Mari El (E), la república de Chuvashia (E), la república de Mordovia (S), la óblast de Riazán (SO), la óblast de Vladímir (O), y la óblast de Ivánovo (NO).

### Recursos naturales
La óblast de Nizhni Nóvgorod no es rica en recursos naturales que son, en su mayoría, limitados a depósitos comerciales de arena, arcilla, yeso, turba, sal mineral y madera.

## Organización Territorial
El Óblast de Nizhni Nóvgorod se divide en 40 rayones:
- Bogorodsk: Bogorodsk
- Gorodéts: Gorodéts
- Urén: Urén

## Economía
La óblast es una región industrial. Es uno de los centros de la industria automotriz rusa (GAZ en Nizhni Nóvgorod y Arzamás y PAZ (autobuses) en Pávlovo), de construcción naval (Krásnoe Sórmovo en Nizhni Nóvgorod, Teplojod en Bor, el Astillero de Oká en Naváshino), de la industria petrolera y petroquímica (Kstovo), química (Dzerzhinsk), de vidrio (Bor) y de papel (Balajna). 
El norte de la óblast todavía es rico en bosques, y es un productor importante de madera y productos de madera.

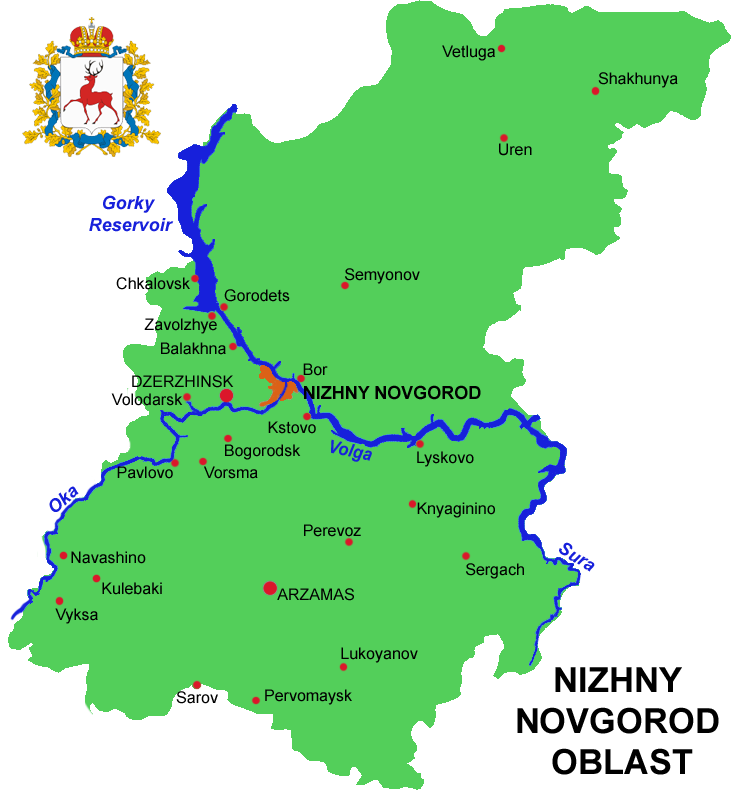
Mapa de la óblast mostrando las principales ciudades.

Mapa de la óblast mostrando los distintos distritos, la capital y el río Volga y el río Vetluga.

## Demografía
De acuerdo al censo ruso de 2002, la etnia rusa con 3.346.398 constituye el 95% de la población de la óblast. Otros grupos étnicos incluyen a los tártaros (50.609, o 1,4%), mordvinos (25.022, o 0,7%), ucranianos (24.241, o 0,7%), y varios grupos más pequeños, cada uno con menos de un 0,5% de la población total de la óblast. 758 personas (0,02%) no indicaron su grupo étnico durante el censo.
- Población: 3.524.028 (2002)
  - Urbana: 2.754.997
  - Rural: 769.031
  - Hombres: 1.600.609 (45,4%)
  - Mujeres: 1.923.419 (54,6%)
- Edad media: 39,8
  - Urbana: 39,1
  - Rural: 43,3
  - Hombres: 36,1
  - Mujeres: 42,7
- Número de viviendas: 1.362.027 (con 3.465.935 personas)
  - Urbana: 1.051.602 (con 2.720.077 personas)
  - Rural: 310.425 (con 745.858 personas)

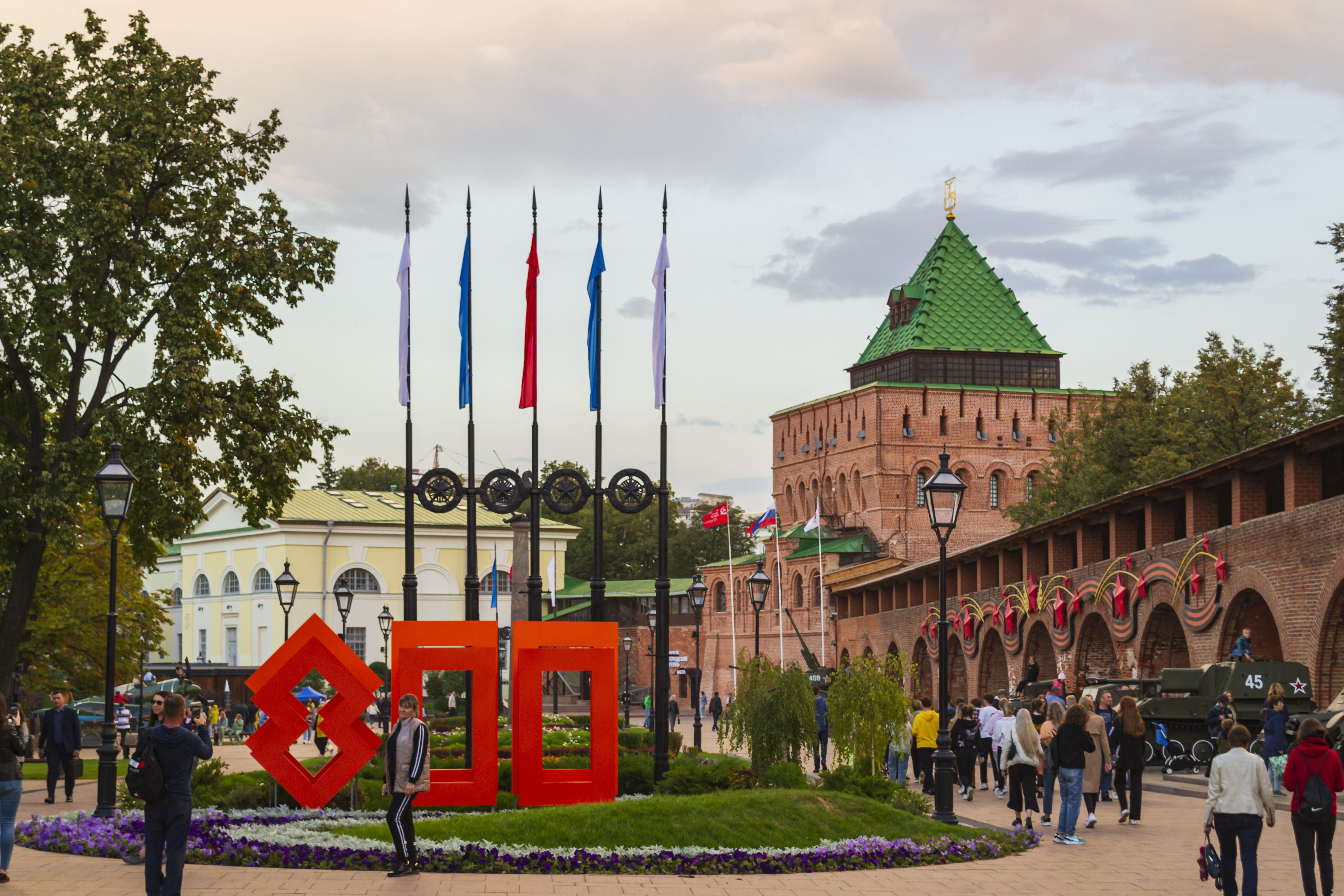
Productos de industria local eran de importancia durante la Segunda Guerra Mundial. Ahora se muestran en el Kremlin de Nizhni Nóvgorod
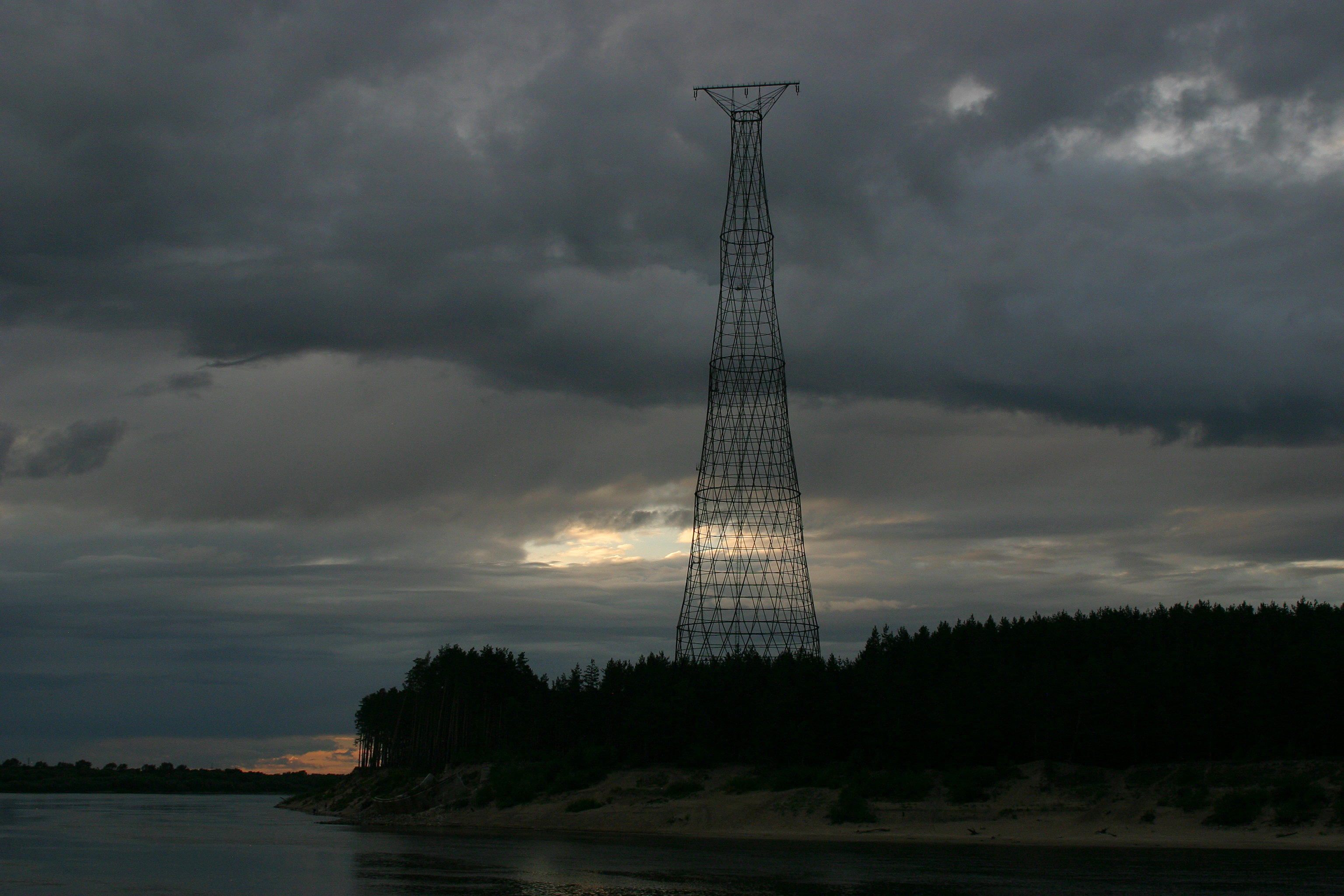
Torre de Shújov cerca de la ciudad de Dzerzhinsk, al oeste de Nizhni Nóvgorod
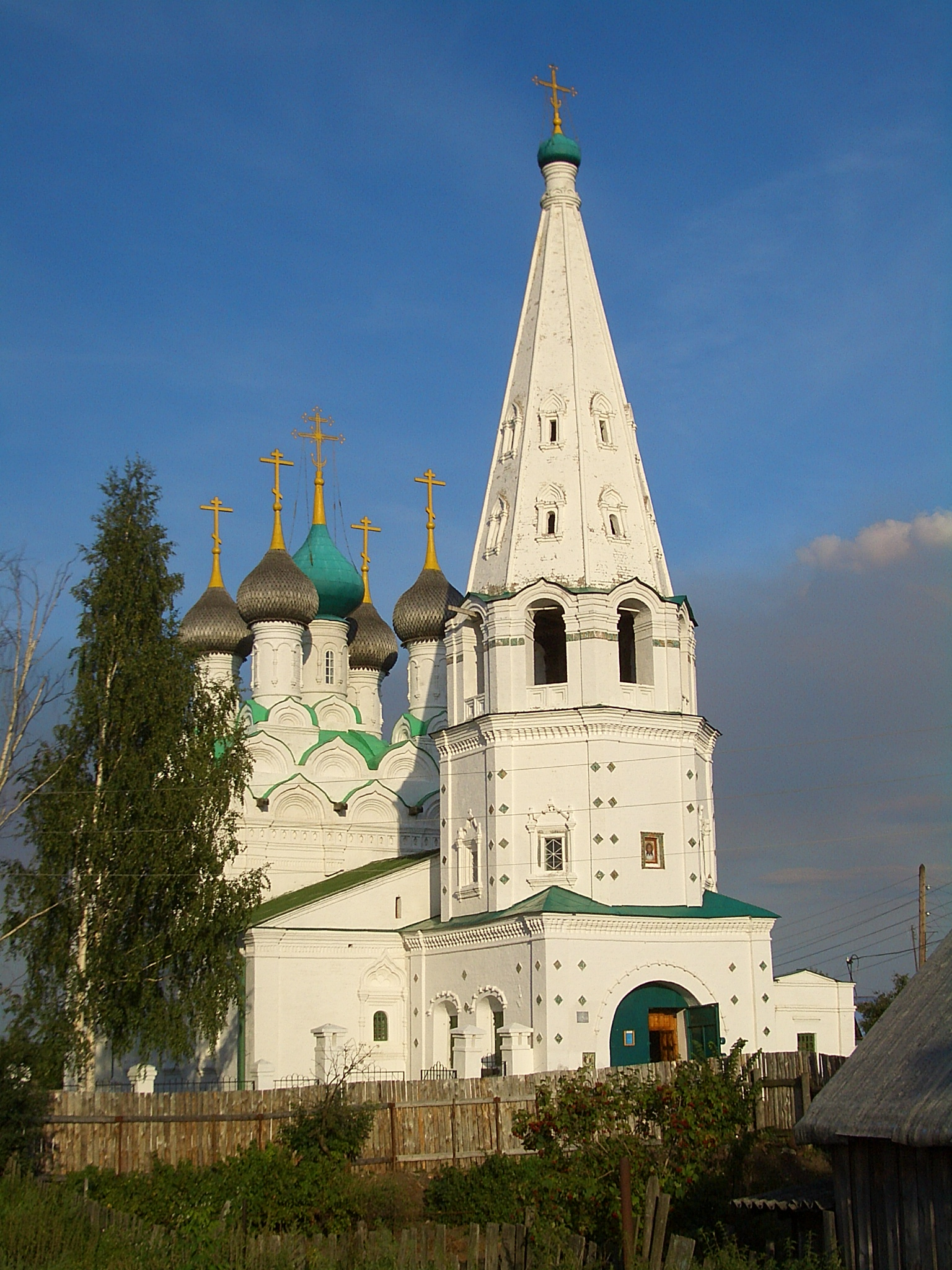
Iglesia del Salvador en Balajna
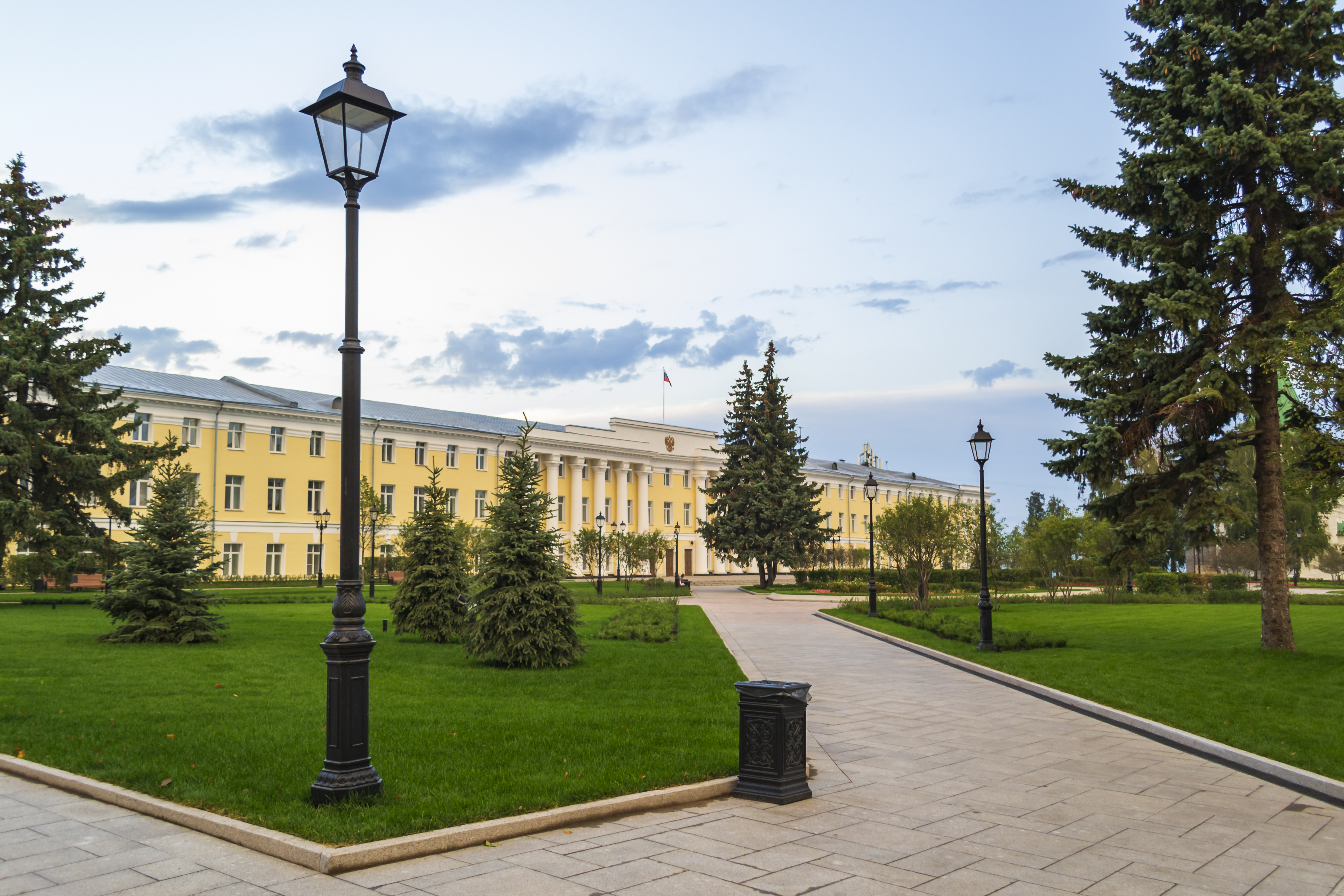
Edificio de la administración de la óblast en el Kremlin de Nizhni Nóvgorod